# 908
| 908                |
| ------------------ |
| Dødsfald - Fødsler |
|                    |

| Gregoriansk kalender | 908 CMVIII              |
| Ab urbe condita      | 1661                    |
| Armensk kalender     | 357 ԹՎ ՅԾԷ              |
| Kinesiske kalender   | 3604 – 3605 丁卯 – 戊辰 |
| Etiopisk kalender    | 900 – 901               |
| Jødisk kalender      | 4668 – 4669             |
| Hindukalendere       |                         |
| - Vikram Samvat      | 963 – 964               |
| - Shaka Samvat       | 830 – 831               |
| - Kali Yuga          | 4009 – 4010             |
| Iransk kalender      | 286 – 287               |
| Islamisk kalender    | 295 – 296               |

Se også 908 (tal)

## Begivenheder
- 15. maj - den tre år gamle Konstantin 7., søn af kejser Leo 6., krones i Konstantinopel som med-kejser af Det Byzantinske Rige